# Hatikva

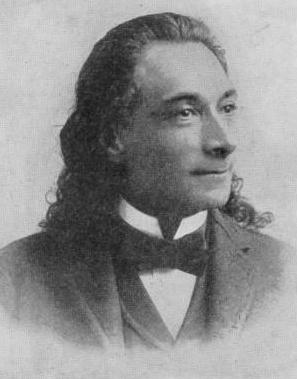
Naftali Herz Imber, poet ebraic, autor al textului imnului Hatikva

Hatikva (în limba română Speranța) este Imnul Național al Statului Israel.
Hatikva a fost scrisă în prima sa versiune, în 1877, de către poetul evreu pribeag, originar din Galiția, Naftali Herz Imber (1856-1909), în timpul șederii acestuia la Iași, ca oaspete al unui cărturar localnic. N.H. Imber a continuat să-și cizeleze poezia și în Palestina otomană, după ce a emigrat acolo în 1882. Mai multe așezări agricole ale evreilor din Palestina, ca: Petah Tikva, Rișon LeȚion și Rehovot, s-au mândrit că poezia a fost creată în perimetrul lor.
Poezia caracterizată de un conținut patriotic romantic, avea nouă strofe și un refren, și se numea Tikvatenu (Speranța Noastră). De asemenea, ea avea un detaliu comun în structură cu o poezie a poetului german Nikolaus Becker (1809-1845), Cântecele Rinului, în care fiecare strofă începea cu cuvintele Atât timp cât... și care fusese tradusă în ebraică în 1845.
Refrenul Încă nu s-a pierdut speranța... rezona din retorica imnului național polonez, pe care Imber, ca băștinaș al Galiției, îl cunoștea: Polonia încă nu e pierdută....
N.H.Imber a publicat poezia în 1886, la Ierusalim, după ce ajunsese în Palestina, într-un volum de poezii intitulat: Barkayi (Luceafărul de Dimineață). [Atunci poezia se numea încă Tikvatenu (Speranța Noastră)].

## Melodie
În anul 1888, Samuel Cohen (Samuil Kogan, 1870 - 1940), tânăr țăran evreu, originar din Ungheni, Basarabia și stabilit în Palestina, în noua așezare evreiască Rișon LeȚion, unde învățase să cultive vița de vie, a potrivit textul poeziei lui Imber pe o melodie populară, pe care o cunoștea din copilărie sau de la Hahșara, pe care a făcut-o ca pregătire pentru emigrarea sa în Palestina. Melodia aleasă era de proveniență românească și circula în mai multe regiuni din România, pe texte diferite. Primul este Cântecul de Mai, cules în Transilvania și publicat de compozitorul-muzicolog Timotei Popovici și se potrivește și cu spiritul optimist al imnului:
„Luncile s-au deșteptat, foaie verde de bujor
Scumpă haina au îmbrăcat, foaie verde de bujor,
C-a sosit pe-al nostru plai, foaie verde de bujor,
Craiul zilelor de Mai, foaie verde de bujor....” etc.
Alte cântece românești ca melodia aceasta sunt: cântecul umoristic Carul cu boi, popular în rândurile evreilor moldoveni sub numele de Cântec străvechi sau Hăis-Cea! (în idiș: Ois-Scha) și, similar doar în prima parte; Cucuruz cu frunza-n sus, cules în nordul Ardealului și pus pe note de compozitorul Guilelm Șorban.
Înaintea lui Samuel Cohen, ca și după el, au mai fost diverse încercări de a compune melodii pe versurile lui Imber, una dintre ele fiind cea a lui Eliahu Ighel, tot la Rișon leȚion, iar alta aceea a compozitorului de muzică liturgică, cantorul David Novakovski din Odesa. Până la urmă, versiunea pe melodie românească este acea care a rămas, fiind cea mai reușită.
Melodia apare, potrivit muzicologului Peter Gradenwitz, și în culegerea de cântece liturgice evreiești publicată de Hazanul (Cantorul) Nisn Belțer din Chișinău, ceea ce nu exclude de loc originea ei românească. După Gradenwitz, Samuel Cohen ar fi cunoscut-o probabil din această culegere.
Partitura Hatikva cu notele cunoscute până astăzi a fost publicată prima dată de editura C. G.Röder din Leipzig, într-un volum intitulat Vier Lieder (Patru Cântece) „puse pe melodii siriene” (sic) (Palestina și Siria, în acea perioadă, erau adesea, în special în ochii administrației otomane, considerate o singură unitate geografică). Aranjamentul muzical al cântecului Hatikva, numit în germană Sehnsucht („[Cântec de] dor”) și care figura la pagina 10, îi aparținea lui S. T. Friedland. 
Cântecul, scris în tonalitate minoră, aduce, mai ales în prima sa parte, cu melodii din patrimoniul muzical al mai multor popoare, ca, de pildă, cu dansul La Mantovana, cunoscut din timpul Renașterii Italiene, cu cântecul suedez Ack, Värmeland, cu cântecul ucrainean Katerina Kucereava, cu imnul spaniol Virgen de la Cueva, cu cântarea religioasă franceză Oh, Prends Mon Ame, cu cântece din Țara Bascilor și, de asemenea, din Olanda, cu o melodie folosită de evreii sefarzi în rugăciunea Halel, cu melodia poloneză Pod Krakowem etc. O melodie similară a inspirat probabil și tema principală a poemului simfonic Vltava (în germană Die Moldau) al compozitorului ceh Bedřich Smetana.
În timpul mandatului britanic în Palestina, uzul imnului Hatikva nefiind permis să fie difuzat la radio, emisiunile în ebraică ale postului oficial de radio Vocea Ierusalimului începeau cu tema amintită a Vltavei lui Smetana, aluzie la imnul sionist.

## Adoptare
În anul 1901, încă sub numele Tikvatenu și cu toate cele zece strofe (una fiind refrenul), cântecul a fost intonat de delegații celui de al Cincilea Congres Sionist ținut în Elveția, la Basel.
O modificare în textul ebraic al refrenului a fost făcută în 1905, de Yehuda Leib Matmon-Cohen (1869-1939), profesor la Rișon LeȚion. El a înlocuit versurile finale despre „speranța străveche de a ne întoarce în țara strămoșilor, în orașul în care a locuit David” cu altele care exprimă „speranța de două mii de ani de a trăi, iarăși, ca popor liber în țara noastră, Țara Sionului și a Ierusalimului”. Modificarea era adaptată având în vedere evreii care se întorseseră în Palestina (din diaspora, continuând mult timp folosirea versurilor de dinainte - despre întoarcerea în orașul lui David!)
După al șaselea Congres Sionist, a intrat în obicei intonarea, la începutul precum și la încheierea lucrărilor fiecărui congres sionist, a primei strofe și a refrenului, în chip de imn neoficial.
La al 18-lea Congres Sionist de la Praga din anul 1933, Hatikva a fost adoptată ca „Imn Oficial al Mișcării Sioniste”, iar după 1948, a devenit „Imnul Statului Israel”, neoficial deocamdată: În lipsa unei constituții, legea privind simbolurile naționale israeliene, inclusiv imnul național, a fost adoptată de Knesset abia la 10 noiembrie 2004. 
.
În timpul Holocaustului, Hatikva a fost cântecul oficial al rezistenței evreiești din ghetoul Varșoviei, în anii 1942-1943.
Imnul a cunoscut mai multe aranjamente orchestrale, dintre care mai cunoscute sunt cele ale dirijorului italian Bernardino Molinari (1880-1952) din 1948, cea a compozitorului israelian Paul Ben Haim și cea din 1947 a lui Kurt Weill.
La enoriașii sioniști religioși, există obiceiul de a se cânta și Psalmul 126, Cântarea Treptelor, pe melodia imnului Hatikva.

## Dispute
În anii care au precedat declararea independenței Israelului, Hatikva era în concurență cu câteva imnuri alternative, mai ales cu cel al Mișcării Sioniste Muncitorești, compus pe textul poeziei Binecuvântarea poporului (Tehezakna), de către poetul național Haim Nahman Bialik, pe muzica de marș de inspirație rusă a lui A. Idelsohn. Dar popularitatea imnului Hatikva a rămas nezdruncinată.
De-a lungul timpului, unele personalități israeliene au formulat obiecțiuni față de imn (de exemplu, în 1967, omul politic liberal-radical Uri Avneri) și mai ales după 2000, când unii au semnalat că imnul oficial al Israelului nu ar reprezinta unele categorii de populație, mai cu seamă numeroasa minoritate arabă-palestiniană din Israel, care nu se simte reprezentată de spiritul patriotic evreiesc de la finele veacului al XIX-lea, aspirația sufletului evreiesc către Sion, etc.
Imnul mai este boicotat în Israel de o mică minoritate fanatică de evrei ultraortodocși (în special mișările hasidice Satmar și Toldos Aharon), ostilă simbolurilor și chiar Statului Israel.

## Text
Textul în ebraică, însoțit de o transliterație și o traducere liberă în română
| כל עוד בלבב פנימה נפש יהודי הומיה, ולפאתי מזרח קדימה עין לציון צופיה - עוד לא אבדה תקותנו, התקוה בת שנות אלפים, להיות עם חופשי בארצנו ארץ ציון וירושלים! | Kol od balevav, penima - Nefeș iehudi, homia Ulfaatei mizrah, kadima A'in lețiyon, țofia. Od lo avda tikvateinu Hatikva bat-șnot alpa'im Lihiot am hofși, be'arțenu - Ereț țiyon ve ierușala'im. | Atât timp cât în inimă, înăuntru, Un suflet de evreu încă tânjește, Și înainte spre răsărit, O privire încă veghează spre Sion - Speranța noastră nu s-a pierdut încă, Speranța de două mii de ani, De a fi popor liber în țara noastră, Țara Sionului și a Ierusalimului! |  |